# Coleophora microalbella
Coleophora microalbella é uma espécie de mariposa do gênero Coleophora pertencente à família Coleophoridae.